# Zugsimulation

Screenshots von Bahn

Eine Zugsimulation ist die Simulation der Fahrt eines Zuges oder eines anderen streckengebundenen Fahrzeuges der Eisenbahn. Zugsimulationen werden in der Industrie und ähnlich wie die virtuelle Modelleisenbahn auch im Unterhaltungsbereich eingesetzt.

## Industrie
Zugsimulationen dienen der Ausbildung von Lokführern parallel zur Praxis im Führerstand und werden in der Forschung und Entwicklung von Triebfahrzeugen der Industrie eingesetzt.
Das Verhalten von Eisenbahnfahrzeugen hängt maßgeblich von den Umweltbedingungen ab, insbesondere dem Aufbau der Schienen und der Streckenführung. Diese werden über die Fahrwerke auf das Fahrzeug weitergegeben und haben damit Einfluss auf dessen Beladungsfähigkeit, Steigungsfähigkeit und Geschwindigkeit. Speziell für die Bahnverwaltungen mit einem hohen Anteil an Gebirgsstrecken stellen sich in Bezug auf die Längsdynamik von Eisenbahnzügen folgende Fragen:
- Welche Längsdruckkräfte entstehen beim Anfahren und Bremsen?
- Welchen Einfluss hat eine ungleichmäßige Beladung der Waggons auf die Längsdruckkräfte und die Entgleisungssicherheit?
- Welchen Einfluss hat der Einsatz nachschiebender Lokomotiven auf die Längsdruckkräfte?
- Wie wirken sich enge Bogenradien, Steigungen und Neigungswechsel auf die Entgleisungssicherheit aus?
- Wie beeinflussen Seitenpuffer oder Mittelpufferkupplungen die Entgleisungssicherheit?

### Simulatoren für die Lokführerausbildung

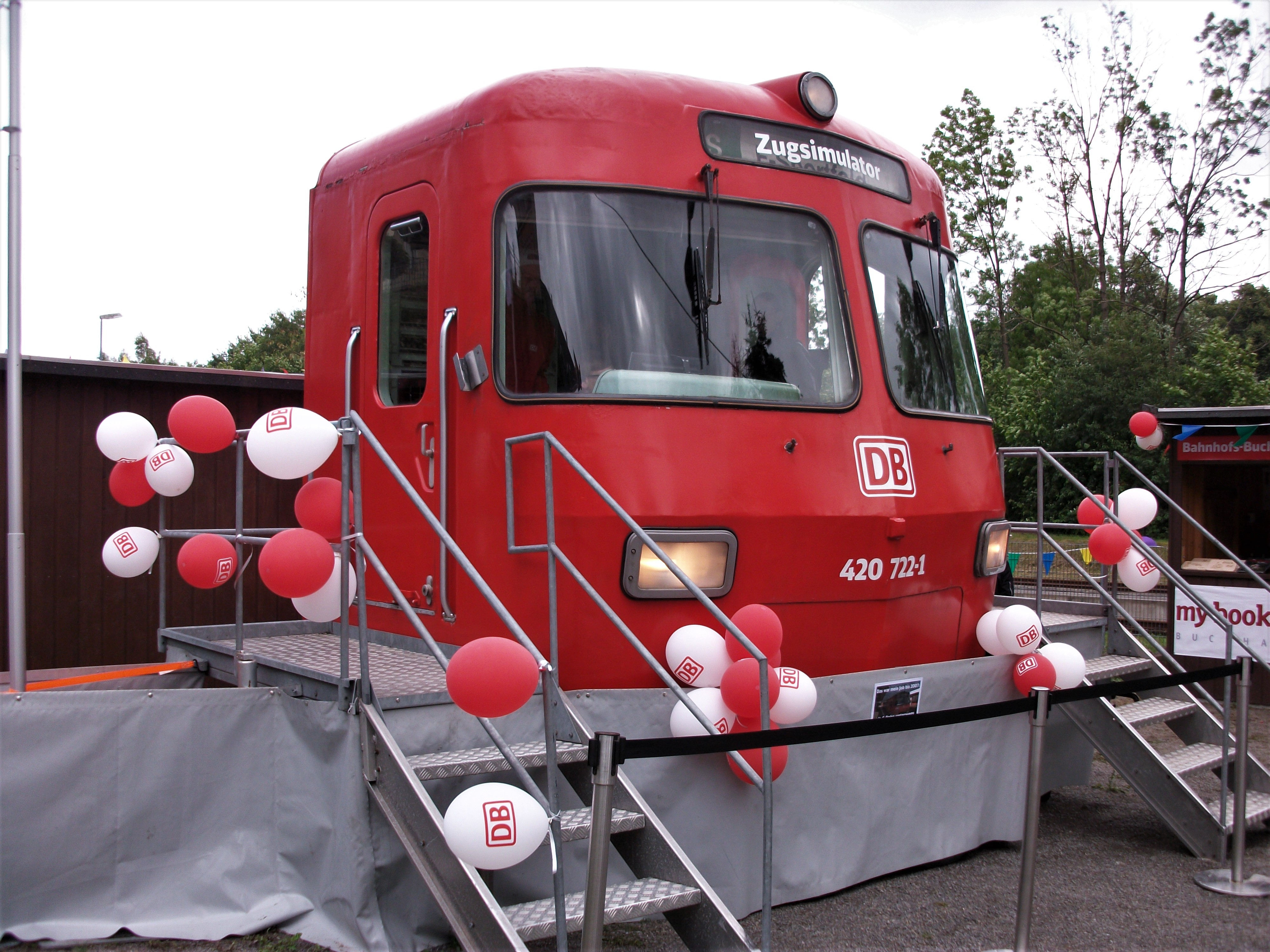
Zugsimulator der DB am Bahnhof Marienberg (Sachs) (2022)

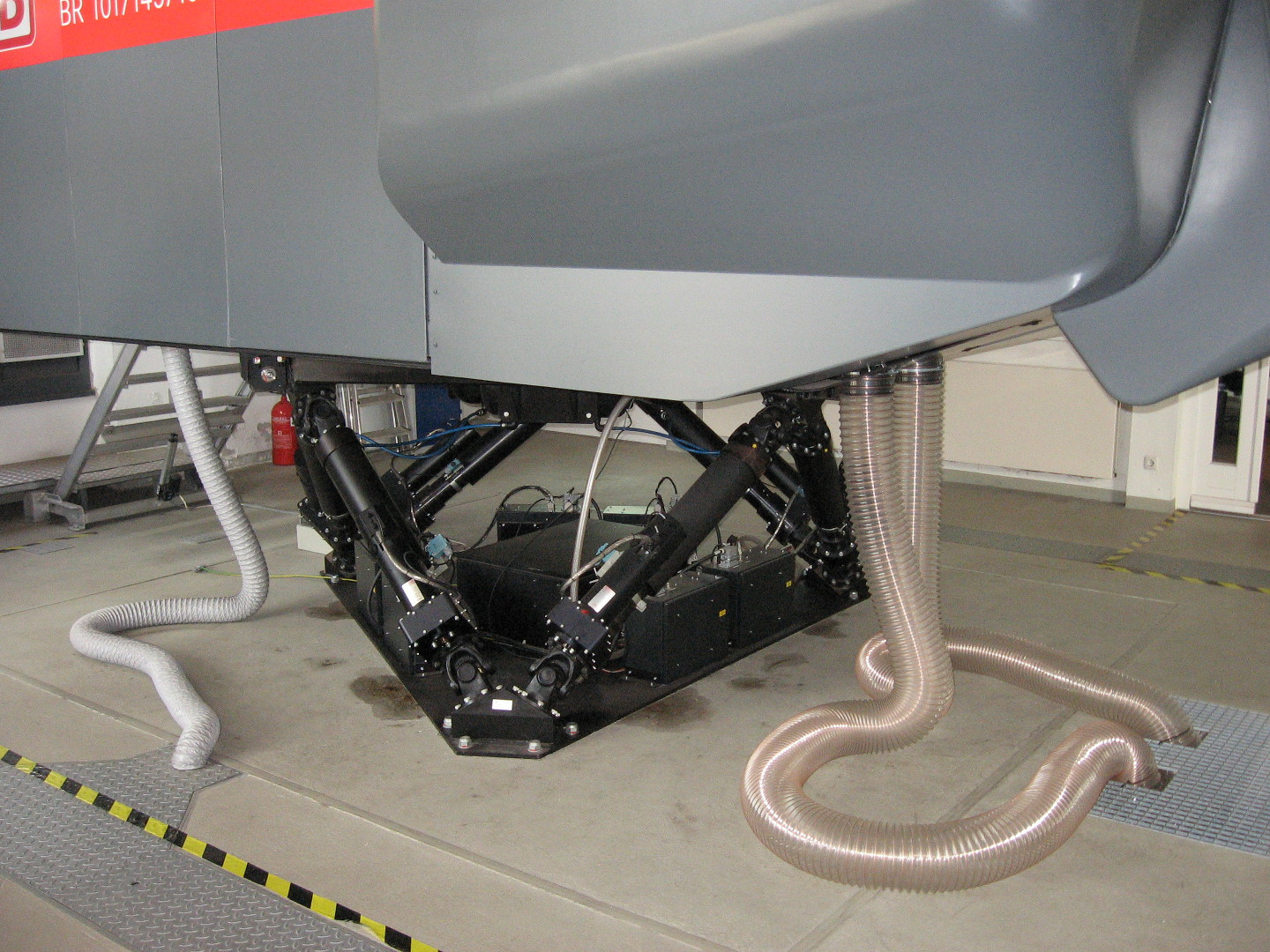
Hexapod-Konstruktion unter der Kabine eines Bahn-Vollsimulators Baureihe 101/145/152 von DB Training

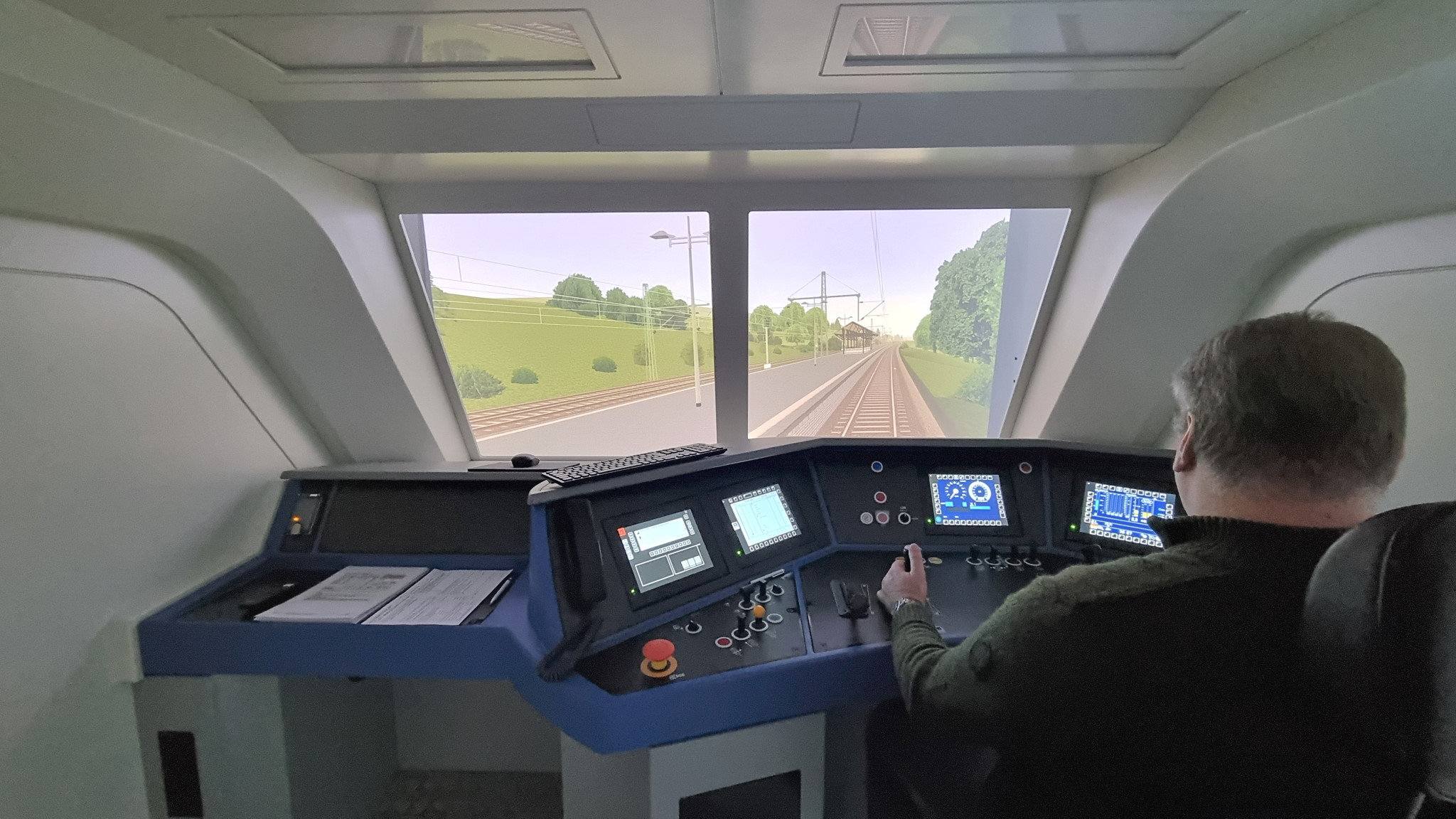
Teilsimulator der Norddeutschen Eisenbahnfachschule mit komplettem Führerstandnachbau (Baureihe 193)

Die Deutsche Bahn richtete für Ausbildungszwecke ab 1996 an bundesweit 12 Standorten Simulatorzentren ein. Die Simulatoren können die Erstausbildung auf einer bestimmten Baureihe unterstützen und dienen zu jährlichen Überprüfungsfahrten jedes Triebfahrzeugführers. Eine noch zu Zeiten der Deutschen Bundesbahn erstellte Studie ermittelte als Hauptvorteile der Ausbildung mit Simulatoren unter anderem, dass gezielt bestimmte Situationen trainiert werden können und zwei Drittel aller Ausbildungsfahrten auf echten Lokomotiven eingespart werden könnten.
Im Einzelnen wurden beschafft:
- 1 Simulator Baureihe 401/402 (Fulda)
- 10 Simulatoren Baureihe 101/145/152 (Hamburg, Berlin, Magdeburg, Hagen, Leipzig, Köln, Mainz, Nürnberg, Saarbrücken, München)
- 1 Simulator Baureihe 403/406/411/415 (Fulda)
- 1 Simulator Baureihe 412 (Fulda)[1]
- 2 Simulatoren Baureihe 423/424/425/426 (München und ehemals Fulda; um Platz zu machen für einen zukünftigen Simulator der Baureihe 412 wurde der Fuldaer Simulator im Juni 2015 an einen neuen Standort in Karlsruhe verbracht)
- 1 Simulator Baureihe 481 (Berlin)
- 1 Simulator  Baureihe 112/143 (Hamburg)
- 1 Simulator Baureihe 612 (Fulda)
- 1 Simulator Baureihe 628 (Potsdam)
- 1 Simulator Baureihe 408 (Fulda)

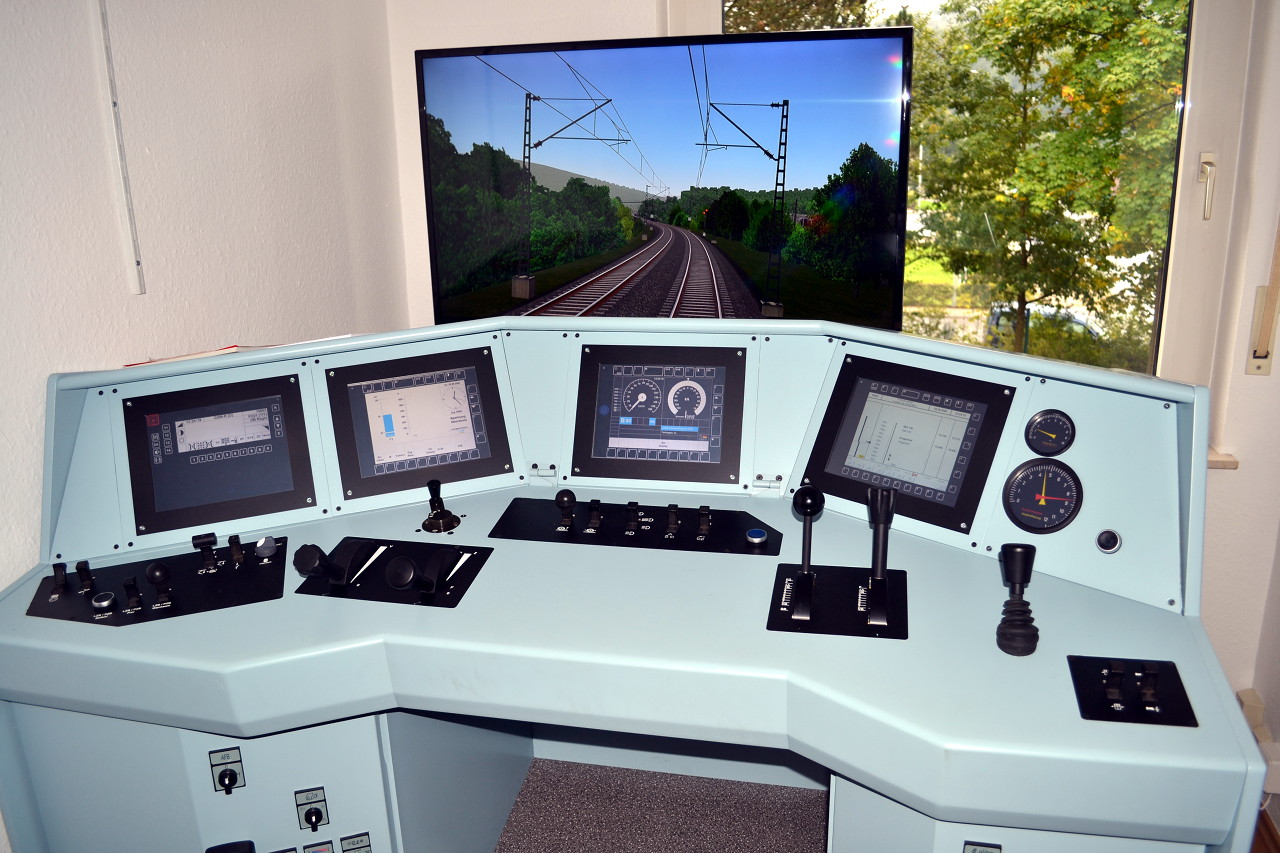
Teilsimulator E-Lok Baureihe 185

Bei den DB-Simulatoren handelt es sich um Vollsimulatoren, die den kompletten Führerstand einschließlich der Führerstandsrückwand mit allen Schaltelementen nachbilden und über ein Hexapod-basiertes Bewegungssystem verfügen. Eine Computerkonsole bildet Bedienelemente ab, die sich im Maschinenraum des Triebfahrzeugs befinden, und ermöglicht das Trainieren von Störungsbehebung. Die Simulatoren gehören heute zum Unternehmensbereich DB Training. Sie werden außer von den Konzerngesellschaften der Deutschen Bahn auch von anderen Eisenbahnverkehrsunternehmen und zur Öffentlichkeitsarbeit genutzt. Die Simulatoren in Köln und Leipzig wurden im Jahr 2003 zur Ausbildung auf Loks der Baureihen 185 und 189 umgebaut. Der Simulator BR 628 wurde im Jahr 2005 an die DB Akademie in Potsdam verkauft.
Außerhalb des Anbieters DB Training hat sich der beweglich gelagerte Vollsimulator am Markt nicht durchgesetzt.
Teilsimulatoren mit Nachbildung des kompletten Führerstands (ohne Rückwand) werden von der Norddeutschen Eisenbahnfachschule eingesetzt. Im Einzelnen handelt es sich dabei um folgende Baureihen:
- 1 Simulator Baureihe 159 (Braunschweig)[2]
- 1 Simulator Baureihe 193/248/249 (Osnabrück)[3]

Andere deutsche Bildungsanbieter im Bahnbereich setzen auf günstigere Teilsimulatoren, die nur den Führertisch nachbilden und teilweise auch transportabel sind.

## Unterhaltungsbereich

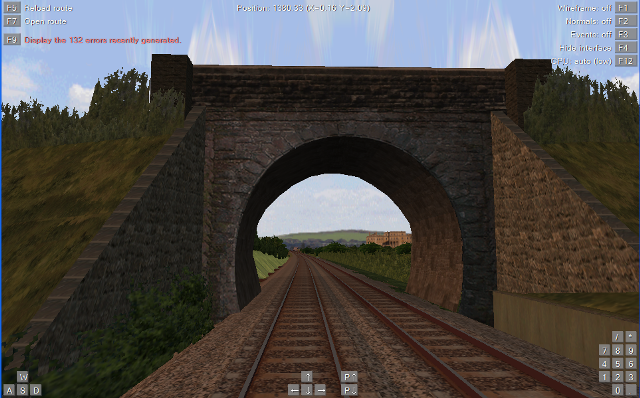
Screenshot von OpenBVE

Zugsimulationen wurden auch für handelsübliche Personal Computer entwickelt, die primär Unterhaltungszwecken dienen und zu den Computerspielen zählen.
Die Computerspiele dienen primär dem Unterhaltungszweck und müssen daher nur bedingt alle Fahreigenschaften eines Zuges nachbilden. Im Vergleich mit anderen Computerspielen die die Eisenbahn thematisieren, sind die Zugsimulationen jedoch oft realitätsnah gestaltet, und bilden in der Regel existierende Strecken nach. Sie werden häufig zur spielerischen Ergänzung des Betriebs von Modelleisenbahnen verwendet.
Bekannte und verbreitete Zugsimulatoren sind:
- Boso View Express (BVE)
- Densha de Go!
- Eisenbahn.exe (EEP)
- Loksim3D
- Microsoft Train Simulator (MSTS)
- OpenBVE
- Open Rails (ORTS)
- RailSim II
- Simrail – The Railway Simulator
- Train Simulator (Ongakukan)
- Train Simulator (Dovetail Games)
- Train Sim World
- Trainz (TRS2004, ProTrain Perfect etc.)
- Zusi
- World of Subways
- MaSzyna

Ebenfalls zu den Eisenbahnsimulationen gezählt werden können Stellwerksimulationen wie StellwerkSim, bei denen nicht das Steuern eines Zuges, sondern die Bedienung eines Stellwerks im Vordergrund steht.